# Ульчи

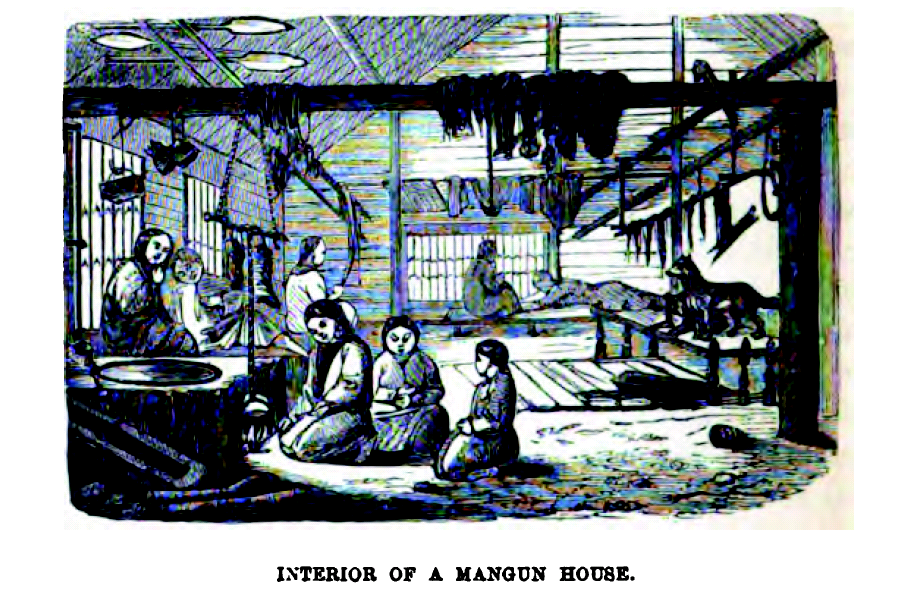

Ульчи (самоназвание — нани, ульча — «местные жители» (общее для ряда народов Приамурья), устаревшее: мангуны, ольчи) — тунгусо-маньчжурский народ, один из коренных малочисленных народов Севера и Дальнего Востока Российской Федерации. С 1926 года принято официальное название ульчи.

## Этногенез
Этнические корни ульчей уходят в глубокую древность. Археологические материалы свидетельствуют, что в культуре современных ульчей просматриваются определенные параллели с культурой древних племён, обитавших на этой территории ещё в мезолите. Новейшие генетические исследования доказывают, что предки ульчей уже жили в этом регионе 8 тысяч лет назад. Позднее аборигенное мезолитическое население подверглось культурному влиянию неизвестных пришельцев с Юга (в 3-м тысячелетии до н. э.), а также с Запада и с Севера. Среди пришельцев с Запада и Севера были тунгусы, тюркоязычные и монголоязычные элементы. В процессе длительных контактов, в том числе этнически смешанных браков, в бассейне Нижнего Амура и сформировались современные ульчи как этнос. В их состав вошли различные этнические элементы — нанайские, нивхские, манчжурские, негидальские, эвенкийские, айнские и многие другие. Все они оставили весьма заметный след в родовом составе ульчей, их языке, хозяйстве, материальной и духовной культуре.

## Генетика
Полногеномные данные 25 ульчей показали генетическое сходство c древними геномами (около 7700 лет назад) двух индивидов из приморской пещеры «Чёртовы Ворота». В Y-ДНК ульчей преобладает гаплогруппа С (65%), при этом половина линий относится к ветви C2b1a2-М48 (ISOGG 2018). Второй по численности является Y-хромосомная гаплогруппа О (19%), при этом большинство линий относятся к ветви O2-М122 (ISOGG 2018). С небольшой частотой у ульчей распространены гаплогруппы N, Q, J и I. У ульчей определили 1,508 % неандертальской примеси, и 0,064 % денисовской примеси.

## Этническая история

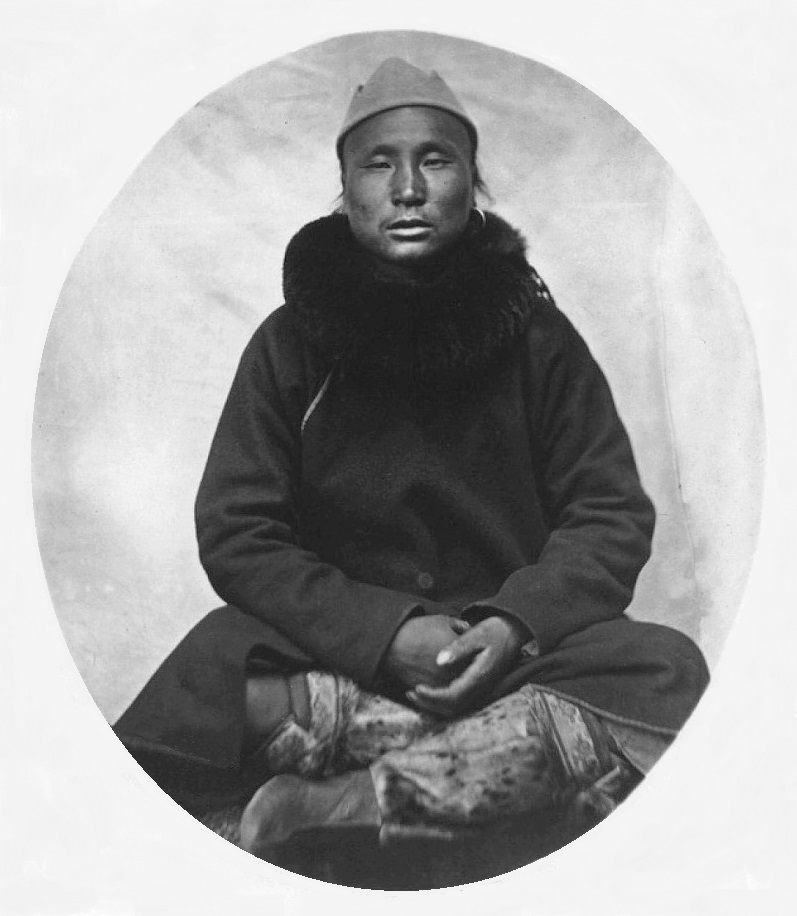
Мангун. Вторая половина XIX века. Фотография В. В. Ланина

Первые известия русских об ульчах относятся к XVII веку. В «отписках» русских казаков-землепроходцев они зафиксированы под именем нгатки и лонки. Последний этноним, как выяснилось позднее, был названием одного из ульчских родов. Тогда же были предприняты первые попытки обложить ульчей ясаком (В. Поярков и другие). Включение Приамурья в состав российского государства в середине XIX века сделало ульчей подданными России. Начинается активная колонизация бассейна Амура русскими казаками и крестьянами-переселенцами. На территории расселения ульчей возникают русские сёла Богородское, Михайловское, Иркутское. Контакты с русским земледельческим населением оказали большое влияние на культуру, экономику, социальное развитие ульчей. Их хозяйство активно вовлекается в сферу рыночных отношений. Общественный строй ульчей во второй половине XIX века представлял собой причудливое переплетение пережитков патриархального-родового строя со своеобразной соседской общиной и элементами капиталистических отношений. Родовые пережитки проявлялись в брачно-семейных отношениях, при исполнении религиозных обрядов. Существовала классификационная система родства: группа родственников различной степени родства называлась одним общим термином. Члены разных родов, живущие в одном селении, вступали в дружеские союзы духа. Правовое положение ульчей и других амурских народов несколько отличалось от положения народов, вошедших в состав России в XVII—XVIII веках. Они были освобождены от уплаты ясака. Управлялись старшинами, которых избирали в каждом селении на общих собраниях из числа родовой верхушки и состоятельных односельчан. В своей деятельности старшины подчинялись непосредственно полицейским или волостным управлениям. В 1916 году Министерство внутренних дел разработало «Положение об управлении инородцами Приамурского края», по которому большая часть народов юга Дальнего Востока приравнивалась к крестьянскому сословию. По переписи 1897 года в 39 селениях, расположенных по Амуру от Адди и Кульгу на севере до Ухты на юге проживало 1455 ульчей.

## Хозяйство и быт
Круглогодичное рыболовство — главная отрасль традиционного хозяйственного комплекса ульчей. Наибольшее значение имела добыча проходных лососей. Потребностями их добычи в значительной степени определялось расселение ульчей — по правому берегу основного русла Амура, где проходят основные пути продвижения лососей к местам нереста. Традиционный набор орудий промысла — сети, заездки, крючковые снасти, разные типы острог и тому подобное. Каждое из них применялось в зависимости от времени года, состояния погоды, уровня воды в реке, объектов промысла и множества других характеристик. Рыбу добывали как для ежедневного употребления, так и для заготовки впрок. Основным способом консервации улова было изготовление юколы — вяленой на ветру и солнце рыбы в виде тонких длинных пластинок. Охотничий промысел имел подсобное значение. В основном добывали пушного зверя, поскольку пушнина пользовалась большим спросом у китайских и русских торговцев. Охотились на колонка, белку, выдру, лисицу, но основным объектом пушной охоты был соболь. В конце XIX века на Амуре соболь встречался уже редко, поэтому за ним отправлялись в дальние экспедиции на Сахалин, в бассейны Амгуни, Горина, Тумнина. На копытных (лосей, оленей) охотились круглый год с помощью самострелов. Значительное место в хозяйственной жизни занимала охота на морского зверя. Добывали различные виды нерп и сивучей. Охотились на побережье Татарского пролива, куда отправлялись небольшими артелями.
Ульчи вели оседлый образ жизни, жили в небольших селениях, состоящих из 2-5 домов. В селениях располагались как зимние, так и летние жилища. Старинное зимнее жилище хагду — наземное каркасное сооружение из столбов и брёвен с двускатной крышей без потолка с земляным или глиняным полом. Дом отапливался двумя кановыми очагами. В сильные холода пользовались также большими металлическими жаровнями на трёх ножках с горящими углями. Характерная особенность зимнего ульчского жилища наличие «собачьего стола» уйчэу — низкого помоста, на котором кормили ездовых собак. Летние жилища были двух типов — четырёхугольные из жердей с двускатными крышами, крытые корой (даура) и свайные летники (генгга). Находясь на промысле, ульчи строили небольшие цилиндрические шалаши хомиран.

### Одежда и обувь
Верхней летней мужской и женской одеждой были матерчатые халаты капчума покроя кимоно с левой полой, застёгивавшейся на правом боку. Орнамент на мужской одежде встречался редко. Зимние халаты лэбэли были утеплёнными (стёгаными на вате). Зимой носили также меховые шубы, скроенные как халат и покрытые сверху хлопчатобумажной или шёлковой тканью. Зимние головные уборы имели вид капора с верхом из белых собачьих камусов и лисьей опушкой вокруг лица. В сильные морозы под такую шапку надевали меховые наушники дява. Летом пользовались берестяными шляпами. Обувь изготовляли из рыбьей, оленьей и сохатиной кожи (ровдуги), нерпичьих и сивучьих кож.

### Пища
Основу питания составляла рыба. Зимой основную роль играла юкола. Юколу ели сухой, размачивали и жарили на углях, из неё варили суп с добавкой круп, дикорастущих растений, морской капусты. В больших количествах запасали на зиму рыбий жир, его хранили в калужьих или сивучьих пузырях. Широко употреблялась и употребляется сырая рыба. Мясо диких животных в рационе появлялось нерегулярно. Потребление медвежьего мяса регламентировалось религиозными воззрениями. Ритуальный характер носило употребление в пищу и мяса собак, причём, исключительно ездовых. Существенным подспорьем в питании были дикорастущие растения: черемша, сарана, крапива, полынь, дикий лук, желуди, лишайники и многие другие. Широко употреблялись в пищу различные ягоды, орехи, древесные грибы. Основным средством передвижения в тёплое время года были лодки: большие дощатые плоскодонки угда и маленькие берестяные и дощатые оморочки. Развитый рыболовный промысел позволял ульчам содержать большое число ездовых собак. Во многих семьях имелось по 2-3 упряжки, каждая из которых состояла из 10-12 животных. Ульчская ездовая нарта амурского типа — узкая и лёгкая с двухсторонне загнутыми полозьями. Сидели на ней верхом, поставив ноги на маленькие лыжи. Средством передвижения в зимнее время служили также лыжи двух видов: подклеенные камусом или нерпичей шкурой и голицы.

## Численность и расселение

Расселение ульчей в ДФО по городским и сельским поселениям в %, перепись 2010 г.

Живут в девяти посёлках в нижнем течении Амура (Ульчский район Хабаровского края). Численность по переписи 2002 года — 2913, из которых в Хабаровском крае — 2718 чел. (93 %), в основном в Ульчском районе. Ульчи являются представителями байкальского антропологического типа североазиатской расы, с небольшой долей примеси амуро-сахалинского типа, что объясняется их длительными контактами с нивхами.
Численность ульчей в России:
Численность ульчей в населённых пунктах в 2002 г.:
Хабаровский край:
село Булава 701
село Богородское 357
город Хабаровск 144
село Дуди 142
село Калиновка 125
село Савинское 109
Сахалинская область:
поселок Ноглики 1
Интересная коллизия была зафиксирована во время переписи населения на Украине. Согласно обработанным данным, на территории страны проживало 76 ульчей, из которых только 5 назвали ульчский язык родным, 8 человек родным посчитали украинский, 43 чел. — русский. При этом по переписи населения СССР 1989 года в УССР насчитывалось всего 13 ульчей.

## Язык
Ульчский язык входит в южную (амурскую) ветвь тунгусо-маньчжурской группы алтайской языковой семьи. Наряду с языками нанайцев и ороков содержит реликты древнеалтайской лексики, что позволяет считать предков ульчей древнейшими жителями Приамурья.

## Ульчская литература
До Октябрьской революции ульчи были неграмотны, и литературы с письменностью у них не было. История ульчской литературы начинается с советского периода, в первой половине XX века. В 1930-х годах было решено не создавать отдельную ульчскую письменность — было введено обучение в школах на родственном ульчскому нанайском языке.

## Религия
С 1860-х годов на Нижнем Амуре начинает работать христианская православная миссия, деятельность которой не дала значительных результатов. Аналогичные последствия имела и просветительская работа. Было основано несколько одногодичных церковно-приходских школ, в которых обучалось небольшое количество ульчских детей. Организационные и финансовые проблемы, в начале XX века привели к практически полному их закрытию.
Традиционная религия ульчей как и других народов Приамурья выражена шаманизмом. Наряду с ним, большую роль в общественной жизни ульчей играла система культов: промыслового, семейных, предков (анимизм).

## Культура
Для ульчей была характерна высокая степень интеграции культуры с другими народами Амура. Это объясняется, с одной стороны, общим субстратом, лежащим в основе их формирования, с другой, этнической неоднородностью ульчского ареала на поздних этапах их истории. В составе современных ульчей есть роды эвенкийского, негидальского, орокского происхождения. Многое в культуре ульчей сближает их с нанайцами и нивхами.
Ульчи вели оседлый образ жизни, история некоторых их поселений насчитывает десятки и даже сотни лет. Основу их экономики составляло комплексное промысловое хозяйство, в котором ведущее положение занимало рыболовство, регламентирующее образ жизни и занятия другими хозяйственными отраслями, затем, по уменьшению степени значимости, или таёжный промысел и охота на морских животных.
Средствами передвижения служили собачьи нарты, лыжи (для охоты по насту и повседневные — с меховой обклейкой), лодки (дощатые, плоскодонные, многоместные, остроносые — в рыболовстве; долблёные, берестяные — чаще для охоты).
Традиционная мужская и женская одежда: халаты покроя кимоно, чаще из ткани, зимние — на вате (хукту), праздничные — иногда сплошь вышитые и украшенные аппликацией. Изготовлялись также арми — из рыбьей кожи, ровдуги, зимой — из различных мехов. Под халатом штаны, ноговицы (из ткани, на вате, из рыбьей кожи, ровдуги), нагрудник (мужской — малый меховой, женский — длинный, отделанный бисером, металлическими бляшками). Мужские юбки из нерпичьих шкур, фартуки охотничьи, фартуки праздничные, с орнаментом, охотничьи куртки из лосиных шкур, малые меховые шапочки, надевавшиеся с тканевыми шлемами и тому подобное. Обувь в виде сапожка с отдельной пришивной подошвой — из ровдуги, камусов; другой тип — с отдельно кроеной головкой — из рыбьей кожи, нерпичьих и сивучьих кож с множеством украшений и без них. Тёплые шапки орнаментированные. Одежда (особенно женская) украшалась меховой мозаикой из кусочков собачьего, лисьего и беличьего меха, оленьим волосом, разноцветным орнаментом и прочим.
В пище преобладала рыба. Её употребляли в сыром, варёном, жареном, печёном, сушёном, вяленом видах. Добыв крупного осетра, съедали лишь малую часть, бо́льшая часть шла на изготовление юколы (вяленных на ветру и солнце длинных и тонких пластин рыбы). Заготавливали «собачью» юколу — высушивали рыбьи костяки — основной корм для ездовых собак. Основные запасы юколы делали из лосося, который, как правило, на Амуре шёл «рунным ходом» дни и ночи в течение многих недель.
Жанры традиционного фольклора разнообразны: космогонические мифы, мифы и сказки о духах, о животных, волшебные сказки, исторические легенды и предания, загадки, пословицы и прочее.
Из музыкальных инструментов наиболее характерны примитивные однострунные скрипки, малые свирели, железные и деревянные варганы.
До середины XIX века в общественной жизни ульчей большое значение имели традиционные родовые институты, основные функции которых состояли в регулировании брачных отношений, реализации норм родовой взаимопомощи и тому подобное. Смешанный в этническом плане характер поселений, влиял на повышение социальной значимости соседских связей в сфере экономики.
С середины XIX века начинается активное освоение Нижнего Амура русскими, поселения которых ставились рядом с ульчскими. С установлением прочных экономических связей с русскими, ульчи осваивают огородничество, занимаются извозом, рыболовство приобретает товарный характер. Распространение товарности в промысловом хозяйстве вело к изменению принципов использования угодий, ранее определявшемся приоритетом занятия мест промысла, в виде закрепления за родами исключительного права на их эксплуатацию.

## Родовое деление
Самыми крупными считались роды: Тумали,Чорули, Баяусали, Вальдю, Ольча, Дечули, Килер, Бельды, Удзяли, Оросугбу, Ходжер, Джаксор, Дзятала, Пильдунча, Куйсали.

## Известные ульчи
- А. Л. Вальдю (1915—1994) — писатель.
- Дзятала Александр Николаевич (1933—1978) — художник, поэт.
- Иргу Данил Олегович (род. 2002) — маркшейдер.